# Torre Quebrada
La Torre Quebrada es una de las tres torres vigías situadas en la costa del municipio de Benalmádena, provincia de Málaga, Andalucía, España. Está emplazada en una colina escarpada, a 18 kilómetros al oeste de Málaga. Su emplazamiento estratégico permitía visualizar la costa del Mar de Alborán y comunicarse mediante fuego y humo con otras torres y poblaciones cercanas ante la presencia de navíos enemigos frente a las costas del Reino de Granada.

## Descripción
La torre ha conservado su nombre primitivo, ya que en las Ordenanzas de 1497 así se la denominaba, y debe su nombre a que estuvo rota durante muchos años, entre los siglos XV y XVI. Según un documento de la Catedral (Leg. 61, número 6), del 27 de septiembre de 1504, el albañil Cristóbal de la Parra colaboró en la reconstrucción de la Torre Quebrada. Para estas se obras se detallan las condiciones y todo lo que se ha de realizar en ella; el primer punto del pliego empieza diciendo: “Que se ha de derribar todo lo que está acostado”, pero a mediados del siglo XVI su estado era aun ruinoso por lo que se ordena que sea de nuevo reconstruida por el albañil granadino Pedro de la Chica. 

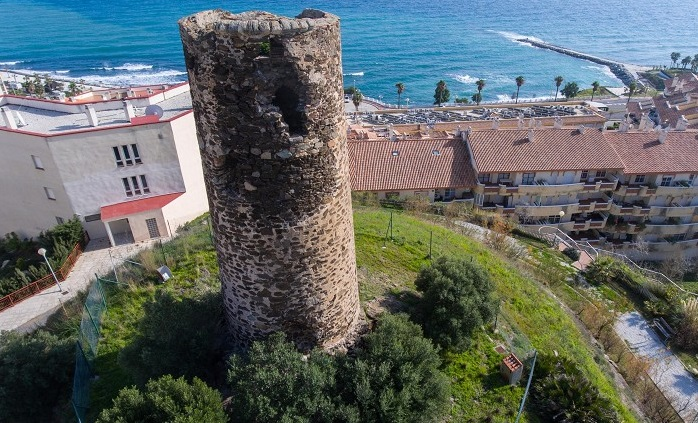
Torre Quebrada. Vista aérea

```
“
Las dimensiones y materiales empleados en su reconstrucción, coinciden con los exigidos en el pliego de las obras, lo que demuestra que se trata de la misma torre reconstruida por Pedro de la Chica en 1567”
.
[
2
]
 Siguiendo las indicaciones de 
Juan Temboury Álvarez
, las condiciones de adjudicación de la obra se proyectaron siguiendo unas normas: Se realizó la Torre con un diámetro de veinte pies (5,60 metros). y una altura de ocho varas y dos pies (7,23 metros); el cuerpo inferior macizo tenía seis varas (5 metros); a esta altura iban los huecos con pilares y arcos de 
ladrillo
. El interior tendría una salita de nueve pies de diámetro (2,52 metros), cubierta a dos varas y media (2,08 metros) por una 
bóveda vaída
 de una rosca de ladrillo. 
```

Los muros exteriores tienen un grosor de un pie (0,28 metros) y en ellos se adosaba una escalera (de 0,98 metros) que queda subida al terrado. Este tenía parapetos de cinco cuartas de alto, rematadas a sardinel; un caño de desagüe y canes de piedra o madera para sostener ladrones sobre los huecos. Por la azotea tenían salida los humos para señales de alarma producidas desde una chimenea en la cámara; las condiciones de contrata agregaban que debía de quedar revocada interior y exteriormente. 
Está construida de forma troncocónica y mampostería de piedra negra esquistosa y abundante en el lugar; presenta una alteración en el emplazamiento de su entrada y la ventana aparece cegada para evitar el derrumbe por pérdida de dovelas. 
Los legajos del Archivo de la Alhambra se dictan las instrucciones de la guarda de la costa; estas referencias son recogidas por el ilustre historiador Gámir Sandoval, “en la Torre Quebrada a de aver dos guardas que ganen a veynte e çinco maravedis cada dia”.  Dos peones se destinaban a ella con un jornal diario de 25 maravedíes. Uno de los peones debía permanecer estable en la atalaya mientras que el segundo, debía realizar el atajo hasta Torre Bermeja. 
La Torre Quebrada da nombre a las urbanizaciones Hacienda de Torrequebrada y Nueva Torrequebrada, a un hotel y casino y a un campo de golf.